# Erich Rödig
Erich Rödig (* 2. Juni 1946 in Bayreuth) ist ein deutscher Arzt und Sanitätsoffizier (Generalarzt a. D. der Luftwaffe).

## Leben
Rödig absolvierte den Grundwehrdienst als Reserveoffizieranwärter und studierte dann Humanmedizin an der Freien Universität Berlin und schloss dieses am Münchner Klinikum Rechts der Isar ab. Nach seiner Medizinalassistentenzeit am damaligen Bundeswehrkrankenhaus München schrieb er seine Dissertationsarbeit 1976 zum Thema „Die Abhängigkeit der Herz- und Atemfrequenz von verschiedenen Verhaltenszuständen reifer Neugeborener“ an der Technischen Universität München.
Als Sanitätsoffizier der Luftwaffe absolvierte er die Ausbildung zum  Fliegerarzt sowie zum Facharzt für Innere Medizin. Er war von 1986 bis 1990 Leiter der Fachgruppe Innere Medizin des Flugmedizinischen Instituts der Luftwaffe (FlMedInstLw) und danach bis zum Jahr 2000 Abteilungsleiter der Fachdienstlichen Abteilung II in der Dienststelle Generalarzt der Luftwaffe. Von 1991 bis 1997 gehörte er auch dem Aerospace Medicine Panel der Advisory Group of Aerospace Research and Development (AGARD) der NATO an und war nach der Zusammenfassung der AGARD und der Defense Research Group im Jahr 1998 in die Research and Technology Organisation (RTO) eines der ersten Mitglieder im Human Factors and Medical Panel. Von 2001 bis 2002 leitete er das FlMedInstLw in Fürstenfeldbruck und war zuletzt vom 1. April 2002 bis 30. Juni 2008 Generalarzt der Luftwaffe in Siegburg im Dienstgrad Generalarzt.

## Auszeichnungen
- Von-Kármán-Medaille, verliehen vom Chairman des NATO-Research and Technology Boards am 20. September 2007[2]
- Marie-Marvingt-Award, verliehen von der französischen Fliegerarztgesellschaft durch die amtierende Präsidentin der  Aerospace Medical Association (AsMA) Marian Sides